# 劳斯伽姆北部石柱遗迹
劳斯伽姆北部石柱遗迹（Lothagam North Pillar Site）是肯尼亚图尔卡纳湖西侧的一处考古遗址，其历史可追溯到新石器时代。它是一个公共墓地，由公元前3000年至公元前2300年之间生活在该地区的牧民建造。它被认为是东非最大和最早的墳場。